# Tulca
Tulca è un comune della Romania di 2 876 abitanti, ubicato nel distretto di Bihor, nella regione storica della Transilvania.
Il comune è formato dall'unione di 2 villaggi: Căuașd e Tulca.